# Standard Automobil
Die Standard Automobil GmbH war ein deutscher Automobilhersteller, der von 1911 bis 1912 in Berlin-Halensee ansässig war. Zu den gleichnamigen Automarken aus den USA, Großbritannien und Italien bestanden keine Verbindungen.
Gebaut wurde ein großer Tourenwagen mit drehschiebergesteuerten Vierzylindermotoren, System Hanriod. Die Hinterräder wurden über eine Kardanwelle und einen Schneckentrieb angetrieben. Es gab zwei Ausführungen: einen 10/28-PS-Wagen (2,5 l Hubraum, 28 PS – 21 kW Leistung) und einen 15/35-PS-Wagen (3,75 l Hubraum, 35 PS – 26 kW Leistung).
Anders als die Hülsenschiebermotoren, System Knight, erwiesen sich die Drehschiebermotoren als äußerst unzuverlässig. Schon 1912 musste die Firma aus wirtschaftlichen Gründen ihre Tore wieder schließen.

## Quelle
- Halwart Schrader: Deutsche Autos 1886–1920. 1. Auflage. Motorbuch Verlag, Stuttgart 2002, ISBN 3-613-02211-7, Seite 350.